# Gestió de la informació
Gestió de la informació (GI) es refereix a un cicle d'activitat d'una organització: l'adquisició d'informació d'una o més fonts, la custòdia i la distribució d'aquesta informació a aquells que la necessiten, i la seva disposició final mitjançant l'arxivat o esborrat .
Aquest cicle d'implicació organitzacional amb la informació implica una varietat de parts necessàries, incloent les que són responsables d'assegurar la qualitat, l'accessibilitat i la utilitat de la informació adquirida; els responsables del seu emmagatzematge i eliminació assegurances; i els que ho necessiten per prendre decisions. Els interessats podrien tenir dret a originar, canviar, distribuir o eliminar informació d'acord amb les polítiques de gestió de la informació organitzativa.
La gestió de la informació abasta tots els conceptes genèrics de la gestió, incloent la planificació, organització, estructuració, processament, control intern, avaluació i presentació d'informes d'activitats d'informació, la qual cosa és necessari per satisfer les necessitats d'aquells amb rols o funcions organitzacionals que depenen de la informació. Aquests conceptes genèrics permeten que la informació sigui presentada a l'audiència o al grup correcte de persones. Després que els individus siguin capaços de posar aquesta informació a utilitzar, llavors guanya més valor.
La gestió de la informació està estretament relacionada amb la gestió de dades, sistemes, tecnologia, processos i - on la disponibilitat d'informació és crítica per a l'èxit organitzacional - estratègia. Aquesta visió àmplia de l'àmbit de la gestió de la informació contrasta amb la visió anterior, més tradicional, que el cicle de vida de la gestió de la informació és un assumpte operacional que requereix procediments específics, capacitats organitzatives i normes que tracten amb informació com un producte o un servei.

## Història
En la dècada de 1970, la gestió de la informació en gran manera es referia al que ara s'anomena gestió de dades: targetes perforades, cintes magnètiques i altres mitjans de manteniment de registres, que impliquen un cicle de vida d'aquests formats que requereixen origen, distribució, suport, manteniment i eliminació. En aquest moment l'enorme potencial de la tecnologia de la informació va començar a ser reconegut: per exemple un sol xip que emmagatzemava un llibre sencer, o el correu electrònic que movia missatges a l'instant al voltant del món, idees notables en aquest moment. Amb la proliferació de les tecnologies de la informació i l'abast estès dels sistemes d'informació en els anys vuitanta i noranta, la gestió de la informació va prendre una nova forma. Les empreses progressistes com British Petroleum van transformar el vocabulari del que llavors era "IT Management", de manera que "analistes de sistemes" es van convertir en "analistes de negocis", "monopoli de subministrament" va esdevenir una barreja de "insourcing" i "outsourcing", i la gran funció es va transformar en "equips llegeixin" que van començar a permetre certa agilitat en els processos que aprofiten la informació per a benefici del negocio. l'abast de l'interès de l'alta gerència a British Petroleum es va estendre des la creació de valor a través de processos comercials millorats, basats en la gestió efectiva de la informació, permetent la implementació de sistemes d'informació apropiats (o "aplicacions") que operaven en infraestructura de TI que va ser subcontractat. D'aquesta manera, la gestió de la informació ja no era un treball simple que podria ser realitzat per qualsevol persona que no tenia res més que fer, es va convertir en altament i stratègic i un assumpte d'atenció a l'alta direcció. Una comprensió de les tecnologies involucrades, la capacitat de gestionar els projectes de sistemes d'informació i el canvi de negoci bé, i la voluntat d'alinear la tecnologia i les estratègies de negoci tot es va fer necessari.

### Posicionament de la gestió de la informació en el quadre major

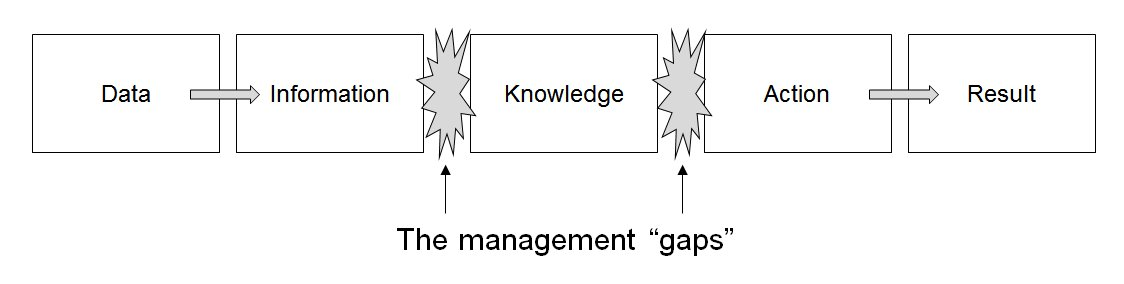
Aquest model senzill resumeix una presentació de Venkatraman el 1996, explicat al llibre de Ward i Peppard (2002, pàg. 207).

En el període transitori que condueix a la visió estratègica de la gestió de la informació, Venkatraman (un fort defensor d'aquest procés de transició i transformació, va oferir una simple disposició d'idees que succintament van portar la gestió de dades, la gestió de la informació i la gestió del coneixement (vegeu la figura)) van argumentar que:
Les dades que es mantenen en la infraestructura de TI han de ser interpretats per renderitzar informació.
La informació en els nostres sistemes d'informació ha de ser entesa per emergir com a coneixement.
El coneixement permet als gerents prendre decisions efectives.
Les decisions eficaces han de conduir a accions apropiades.
S'espera que les accions apropiades proporcionin resultats significatius.
Això sovint es coneix com el model DIKAR: Dades, Informació, Coneixement, Acció i Resultat, dona una pista forta pel que fa a les capes implicades en alinear tecnologia i estratègies organitzatives, i pot ser vist com a moment crucial en canviar actituds a la gerència de la informació. El reconeixement de que la gestió de la informació és una inversió que ha d'aportar resultats significatius és important per a totes les organitzacions modernes que depenen de la informació i de la bona presa de decisions per al seu èxit.